# Hiroja Saito
Hiroja Saitō (japonsko: 斉藤 浩哉), japonski smučarski skakalec, * 1. september 1970, Joiči, Hokkaido, Japonska. 
Saito je nastopal v svetovnem pokalu med letoma 1991 in 2002. V desetih tekmovalnih sezonah se je udeležil 147 tekem in na dveh tudi zmagal. Ima še eno olimpijsko in tri prvenstvene medalje. 

## Tekmovalna kariera
Skakati je začel leta 1980. V svetovnem pokalu je prvič nastopil v sezoni 1991/92 na tekmi v domačem Saporu. Prvič je osvojil točke v sezoni 1994/95 na istem prizorišču. Na svetovnem prvenstvu v Thunder Bayju leta 1995 je z osvojil srebrno medaljo na veliki skakalnici, ekipno pa je bil bronast. V naslednji sezoni, 1995/96, je prvič zmagal, sezono kasneje pa še drugič. V tem obdobju so japonski skakalci dominirali v svetovnem pokalu, Saito pa je k temu prispeval "najmanj" zmag (2). Na svetovnem prvenstvu v Trondheimu je bil leta 1997 z ekipo srebrn. Bil je član ekipe, ki je na olimpijskih igrah v Naganu leta 1998 z veliko prednostjo osvojila zlato medaljo. Posamično je bil deveti. 
Saito nato v sledečih sezonah ni dosegal rezultatov kot prej, priložnosti je dobival le še na domačih tekmah v Saporu. Zadnjo evropsko tekmo je odskakal leta 2000 v Planici. Po sezoni 2002-03 je še leto dni nastopal v kontinentalnem pokalu, nato pa zaključil kariero.

## Dosežki v svetovnem pokalu

### Uvrstitve po sezonah:
| Sezona  | Skupno | Poleti | JP  | Novoletna | Nordijska |
| ------- | ------ | ------ | --- | --------- | --------- |
| 1991-92 | –      | –      | N/A | –         | N/A       |
| 1992-93 | –      | –      | N/A | –         | N/A       |
| 1993-94 | 42.    | –      | N/A | 20.       | N/A       |
| 1994-95 | 27.    | 29.    | N/A | 76.       | N/A       |
| 1995-96 | 8.     | 24.    | 7.  | 4.        | N/A       |
| 1996-97 | 5.     | 14.    | 3   | 5.        | 19.       |
| 1997-98 | 5.     | 10.    | 6.  | 13.       | 3         |
| 1998-99 | 23.    | –      | 21. | 23.       | –         |
| 1999-00 | 20.    | 19.    | 22. | 33.       | 31.       |
| 2001-02 | 60.    | N/A    | N/A | –         | –         |

Opomba: oznaka N/A pomeni, da tekmovanja ni bilo na sporedu

### Zmage (2):
| Št. | Sezona  | Datum             | Prizorišče | Skakalnica             | Velikost |
| --- | ------- | ----------------- | ---------- | ---------------------- | -------- |
| 1.  | 1995-96 | 17. december 1995 | Chamonix   | Le Mont K95            | Srednja  |
| 2.  | 1996-97 | 2. februar 1997   | Willingen  | Mühlenkopfschanze K120 | Velika   |